# Morrow Pivot II

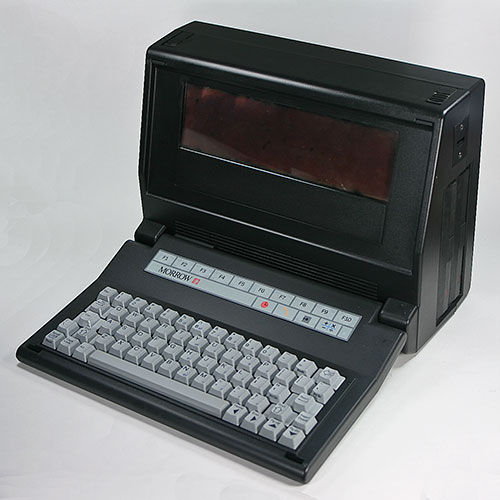
Morrow Pivot II

Der Morrow Pivot II war ein Laptop von Morrow Designs.
In den 1980er Jahren hatten Laptops normalerweise ein 3,5″-Diskette-Laufwerk, welche in Desktop-Systemen nicht so verbreitet waren. Somit hatte man Probleme Daten auszutauschen und musste für den Laptop ein externes 5,25″-Laufwerk benutzen. Der Morrow Pivot II hatte ein oder zwei 5,25″-Disketten-Laufwerke. Im Gegensatz zu den typischen Laptops, wurden die Laufwerke in einer vertikalen Konfiguration verbaut, wodurch der Morrow auf dem Schoß etwas wackelig war. Es gab zwei Versionen, von denen eine mit einem kleineren Display als Zenith Z-171 verkauft wurde.